# Lorena Rojas
Seydi Lorena Rojas González (Ciudad de México, 10 de febrero de 1971-Miami, 16 de febrero de 2015) fue una actriz y cantante mexicana, conocida por sus roles en populares telenovelas.

## Biografía
Previo paso por el Centro de Capacitación de Televisa cuyo maestro de actuación es Sergio Jiménez, inició su carrera artística en 1990 participando en la telenovela Alcanzar una estrella. Al año siguiente, grabó la segunda parte de esta: Alcanzar una estrella II. Entre los años 1992 y 1997, participó en diversas producciones de Televisa, como Buscando el paraíso, Bajo un mismo rostro y El alma no tiene color y su primer protagónico: Canción de amor, junto a Eduardo Capetillo. En 1998, dejó Televisa y comenzó a trabajar en TV Azteca.
En ese mismo año, Lorena grabó la telenovela de época Azul tequila, donde compartió créditos con Bárbara Mori y Mauricio Ochmann; con este último protagonizó en 2001 la telenovela Como en el cine, donde prestó su voz para cantar diferentes temas. Además, también protagonizó la telenovela Tentaciones en TV Azteca, junto a José Ángel Llamas y Ana de la Reguera. En 1999, participó en El candidato, bajo la producción de Zuba Producciones y junto a Humberto Zurita y Olivia Collins.
En 2001, lanzó su primera producción discográfica Como yo no hay ninguna de la mano del compositor Richard Daniel Roman.
Lorena protagonizó la obra musical Aventurera, interpretando a Elena Tejeiros.
Ingresó a Telemundo en 2003 y protagonizó la telenovela Ladrón de corazones, al lado de Manolo Cardona. En 2004, filmó al lado de Demian Bichir, la miniserie histórica Zapata: Amor en Rebeldía. En 2005 protagonizó la telenovela El cuerpo del deseo, donde compartió créditos con Andrés García y Mario Cimarro.
En 2006, salió a la venta su segundo disco, titulado Deseo, tema musical de la telenovela El cuerpo del deseo.
En 2007, volvió a la televisión protagonizando la telenovela Pecados ajenos, de Telemundo, junto a Mauricio Islas y Catherine Siachoque.
En 2008, durante un chequeo médico para intentar quedar embarazada, se le diagnosticó un cáncer de seno y de huesos del que se recuperó de manera satisfactoria año y medio después. Fue designada embajadora de la Fundación Lance Armstrong para el apoyo de enfermos con cáncer en todo el mundo.
En 2009, protagonizó la telenovela Entre el amor y el deseo junto a Víctor González, en TV Azteca.
En 2010, retornó a las pantallas en la nueva producción de Univisión: Rosario, donde compartió créditos con Itahisa Machado, Guy Ecker, Aarón Díaz, Natalia Ramírez, Ezequiel Montalt, Zully Montero, Frances Ondiviela, entre otros. 
En 2013, se concretó el trámite de adopción de su hija Luciana.
En 2014, lanzó su tercera producción discográfica, llamada Hijos del sol.

## Muerte
El 16 de febrero de 2015 Lorena murió de cáncer de hígado tras haber cumplido 44 años en Miami, Florida. Había estado luchando contra la enfermedad desde el año 2008, y esta se le extendió a otros órganos (metástasis).

## Filmografía
| Series de televisión | Series de televisión            | Series de televisión                                              |
| Año                  | Serie                           | Papel                                                             |
| -------------------- | ------------------------------- | ----------------------------------------------------------------- |
| 2014                 | Demente criminal                | Verónica García                                                   |
| 2004                 | Zapata: amor en rebeldía        | Rosa Escandón                                                     |
| Telenovelas          |                                 |                                                                   |
| Año                  | Telenovela                      | Papel                                                             |
| 2013                 | Rosario                         | Priscila Pavón                                                    |
| 2010-2011            | Entre el amor y el deseo        | Claudia Fontana Martínez                                          |
| 2007-2008            | Pecados ajenos                  | Natalia Ruíz de Mercenario                                        |
| 2005-2006            | El cuerpo del deseo             | Isabel Arroyo Macedo Vda. de Donoso / Vda. de Corona / De Cerinza |
| 2003                 | Ladrón de corazones             | Verónica Vega                                                     |
| 2001-2002            | Como en el cine                 | Isabel "Chabela" Montero                                          |
| 1999-2000            | El candidato                    | Beatriz Manrique                                                  |
| 1998                 | Azul tequila                    | Catalina                                                          |
| 1998                 | Tentaciones                     | Julia Muñoz / Julia Segovia                                       |
| 1997                 | El alma no tiene color          | Ana Luisa Roldán de Del Álamo                                     |
| 1996                 | Canción de amor                 | Ana                                                               |
| 1995                 | Bajo un mismo rostro            | Carolina Zurbarán Castro                                          |
| 1993-1994            | Buscando el paraíso             | Lolita                                                            |
| 1992                 | Baila conmigo                   | Rosario                                                           |
| 1991                 | Alcanzar una estrella II        | Sara del Río                                                      |
| 1990                 | Alcanzar una estrella           | Sara del Río                                                      |
| Cine                 |                                 |                                                                   |
| Año                  | Película                        | Papel                                                             |
| 2001                 | Corazones rotos                 | Teresa                                                            |
| 1995                 | Me tengo que casar/Papá soltero | Bambi                                                             |
| 1994                 | La quebradita                   | Rita                                                              |
| 1993                 | El triste juego del amor        | Teresa                                                            |
| 1992                 | Más que alcanzar una estrella   | Paulina                                                           |